# The Counts
The Counts è un cortometraggio muto del 1912 diretto da Ralph Ince.

## Produzione
Il film fu prodotto dalla Vitagraph Company of America.

## Distribuzione
Distribuito dalla General Film Company, il film - un cortometraggio idi 192,95 metri - uscì nelle sale cinematografiche statunitensi il 27 settembre 1912. Nel Regno Unito, fu distribuito l'8 febbraio 1912.
Nelle proiezioni, veniva programmato con il sistema dello split reel, accorpato in un'unica bobina con un altro cortometraggio prodotto dalla Vitagraph, la commedia Weary Starts Things in Pumpkinville.